# 何世亮
何世亮（1891年—1933年12月21日)，香港望族何東家族成員，何東弟何福之五子，港澳富商何鴻燊的叔父，畢業於劍橋大學，獲委任為太平紳士，歷任渣甸洋行買辦、華商總會幹事值理。1933年12月21日被發現倒斃於赤柱住宅附近的道路旁，胸前中三鎗，事後發現何氏的自衛手鎗置於屍側，當年傳媒報導指何氏可能是吞槍自殺，原因大概與最近一直擔憂生意事宜有關，警方調查後遺體移送國家醫院，翌日舉殯。